# Katyna
Katyna (ukrainisch Катина; russisch Катина/Katina, polnisch Katyna) ist ein Dorf im Rajon Staryj Sambir in der Oblast Lwiw im Westen der Ukraine. Der Ort liegt 36 Kilometer westlich der Rajonshauptstadt Sambir und 100 Kilometer westlich der Oblasthauptstadt Lwiw am Bach Katynka (Катинка). Die Grenze zu Polen verläuft unmittelbar westlich des Ortes.
Das Dorf gehörte zusammen mit Lopuschnyzja zur Landratsgemeinde Starjawa im Rajon Staryj Sambir.
Am 12. Juni 2020 wurde die Landratsgemeinde aufgelöst und der Stadtgemeinde Chyriw unterstellt, gleichzeitig wurde das Dorf ein Teil des Rajons Sambir.
Der Ort bestand schon während der Zugehörigkeit zur Adelsrepublik Polen-Litauen als Teil der Woiwodschaft Ruthenien (unter dem Namen Kattina), von 1772 bis 1918 kam er zum österreichischen Kronland Galizien, hier wurde er in Katyna Rustykalna und Katyna Szlachecka unterteilt und der Bezirkshauptmannschaft Dobromil unterstellt.
Nach dem Ende des Ersten Weltkrieges kam der Ort zu Polen und lag hier ab 1921 offiziell in der Woiwodschaft Lwów, Powiat Dobromil, Gmina Starzawa. Im Zweiten Weltkrieg wurde Katyna von September 1939 bis Juni 1941 von der Sowjetunion in die Ukrainische SSR eingegliedert und dann bis 1944 von Deutschland (eingegliedert in den Distrikt Galizien) besetzt.
Nach dem Ende des Krieges wurde der Ort wieder der Ukrainischen SSR in der Sowjetunion zugeschlagen (unter dem Namen Katynoje/Катыное) und ist seit 1991 Teil der unabhängigen Ukraine.
Das ehemalige Dorf Łopuszanka (ukrainisch Лопушанка/Lopuschanka) befindet sich südlich des Ortes, es wurde nach dem 2. Weltkrieg im Zuge der Umsiedlung polnischer Einwohner aufgegeben.
1984 wurde beim Ort das 53 Hektar große Naturschutzgebiet Katyna eingerichtet.